# Nébias
Nébias település Franciaországban, Aude megyében. Lakosainak száma 257 fő (2022. január 1.). Nébias Belvis, Coudons, Puivert és Quillan községekkel határos.

## Népesség
A település népessége az elmúlt években az alábbi módon változott:
| Lakosok száma | 237  | 284  | 247  | 255  | 253  | 242  | 246  | 260  | 261  | 257  |
|               | 1968 | 1982 | 1990 | 2006 | 2013 | 2015 | 2017 | 2019 | 2020 | 2022 |